# Rännarbanan (gångtunnel)

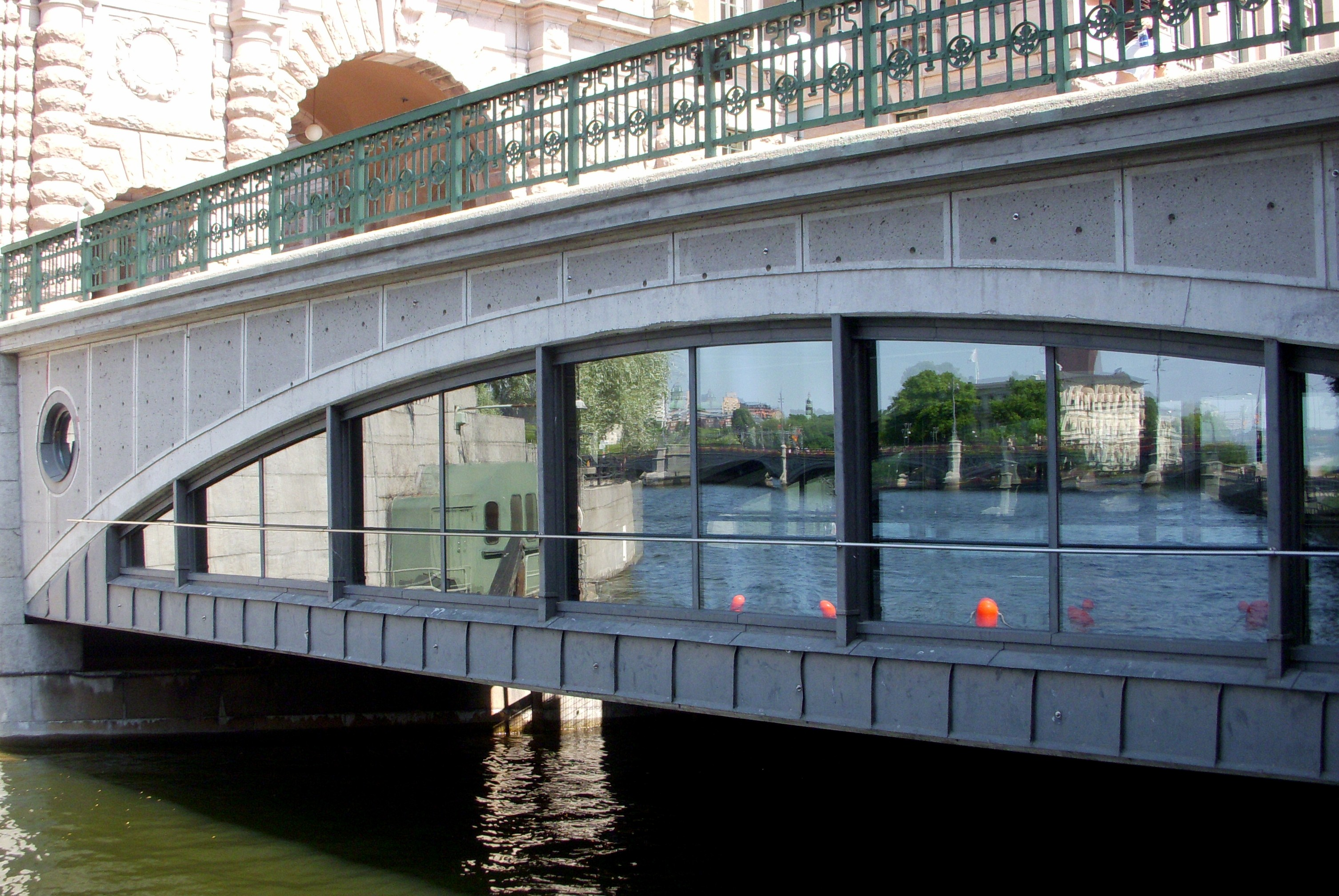
Rännarbanan löper längs under Stallbron.

Rännarbanan är en gångtunnel mellan Riksdagshuset i Stockholm på Helgeandsholmen och Ledamotshuset på Stadsholmen (Gamla stan), som delvis går under Stallbron.
Stallbron kompletterades 1982, i samband med ombyggnaden för Riksdagshuset, med en undre inglasad del, dit allmänheten inte har tillträde. Enligt det ursprungliga tävlingsförslaget för ombyggnaden av Riksdagshuset, upprättat av AOS Arkitekter, skulle en klimatskyddad hög bro över Stallkanalen förbinda det tidigare Kanslihuset direkt med plenisalen. En hög bro i denna känsliga kulturmiljö mötte motstånd och i den senare bearbetningen slopades bron och ersattes med nuvarande förbindelsegång under Stallbron, som är ritad av arkitekt Torbjörn Olsson. Förändringen medförde en beräknad ökning av gångtiden från ledamotsrum till plenisal med ungefär en minut.
Namnet kommer av att ledamöterna "ränner" mellan Ledamotshuset på Gamla Stans sida och plenisalsbyggnaden på Helgeandsholmen och är en blinkning till populärnamnet på den historiska Beridarebanan på Norrmalm. När ledamöterna ska ta sig till kammaren och det är dags för omröstning, ljuder en signal över hela riksdagen och de har då tio minuter på sig att infinna sig på plats.